# Еміль Берндорфф
Еміль Берндорфф (нім. Emil Berndorff; 1 грудня 1892, Берлін — 13 жовтня 1977, Геттінген) — німецький юрист, один з керівників гестапо, доктор права, оберштурмбанфюрер СС.

## Біографія
Учасник Першої світової війни. Після закінчення війни здобув вищу юридичну освіту і вступив на службу комісаром-криміналістом до поліцейського управління Берліна, до 1933 року —кримінальний радник. У 1932 році вступив в Націонал-соціалістичну організацію службовців кримінальної поліції. У червні 1933 року переведений в гестапо, був заступником керівника відділу II 1 С та референтом підвідділу «реакційні сили». 1 травня 1937 року вступив у НСДАП (квиток № 5 379 877), у листопаді 1937 року — в СС (посвідчення № 290 763). У 1938 році призначений керівником відділу II D (пізніше відділ IV С 2) гестапо, що відав питаннями превентивних арештів та роботою з інформаторами. Превентивні арешти були позасудовим заходом, що давав можливість гестапо без суду ув'язнити будь-яку людину в концтабір тривалий час. Якщо спочатку Генріх Мюллер особисто візував усі рішення про ув'язнення когось під превентивний арешт, то з 1939/40 років він повністю передав усі повноваження з цього питання до рук Берндорффа, який продовжував цим займатися до травня 1945 року.